# 起動 〜Start Up!〜
『起動 ~Start Up!~』（きどう スタートアップ）は、大橋彩香の1枚目のオリジナルアルバム。2016年5月18日にランティスから発売された。

## 背景
2014年8月に「YES!!」でメジャーデビューした大橋の初のアルバムとなる。4thシングル「ヒトツニナリタイ」を2015年12月に発売し、自身も次はアルバムを出したいと思っていたときに、アルバム制作の話をもらい、本アルバムを発売することになった。
『起動 ～Start Up!～』というタイトルには、これまでの活動を振り返りつつ、これからの抱負も含めて、アーティストとしてのリスタートの想いが込められている。

## 制作・音楽性
1stシングルから4thシングルまでの表題曲のほか、新曲を含む全12曲が収録される。
大橋はアルバムの制作段階から携わり、選曲や曲順などの決定に関わった。「ABSOLUTE YELL」は大橋彩香らしい曲として自身が推してリード曲になった。
「勇気のツバサ」は大橋のオリジナル曲では初のロック調の曲で、表現の仕方に苦労したと述べている。また、歌詞が強い意志を表現していて、優しいものより壁をぶち壊すようなイメージの曲とも述べている。
「RED SEED」は大橋自身の一番深い部分に触れている曲としている。今までの楽曲よりキーが低く、さらに大人っぽいため、曲へのアプローチに苦戦したと述べている。また、前曲「ENERGY☆SMILE」との対比が意識されており、大橋の明るい部分と影の部分がぶつかり合うコンセプトになっている。
「流星タンバリン」は、大橋の音楽に対する今の気持ちが最も込められている楽曲になっている。本アルバムまで「音楽に対する気持ちを歌う曲」がなかったことから、話し合いを重ねて完成した。明るくポジティブな気持ちがタンバリンと歌詞で表現され、サビの掛け合いなど、ライブも意識されている。
また、本アルバムには、大橋が食べ物を好きであることから料理をキーにした曲が含まれる。大橋は自身の好物であるアーリオ・オリオ・ペペロンチーノの曲を提案したが採用されず、恋愛ソング「ジャスミン」に料理の要素を取り入れる形になった。
幻のデビュー曲とされる「No Surrender」は、1stシングル以前に制作され、イベントでのみ披露されてきたが、これまでレコーディングはされていなかった。アルバム制作にあたりリアレンジが施され、初のレコーディング・音源化となった。

## リリース
2016年5月18日にランティスから発売された。
販売形態は、通常盤（LACA-15543）、BD付超限定盤（LACA-35543）、DVD付限定盤（LACA-35544）の全3種。BD付超限定盤とDVD付限定盤には、リード曲「ABSOLUTE YELL」のミュージック・ビデオと、2015年4月に開催された「Anisong World Tour〜Lantis Festival 2015〜」台北公演より大橋の出演部分が収録される。さらにBD付超限定盤には、2015年9月13日に開催された「大橋彩香 バースデーイベント 〜はっしーバースデー2015〜」の模様も収録される。 

## ライブ
大橋彩香ワンマンライブ2016 「Start Up！」
- 日時 - 2016年6月5日
- 会場 - Zepp DiverCity

大橋にとって初めてのワンマンライブ。また、1人で10曲以上を歌うこともライブでは初めてである。

## 収録内容
| #         | タイトル                     | 作詞         | 作曲       | 編曲                  | 時間  |
| --------- | ---------------------------- | ------------ | ---------- | --------------------- | ----- |
| 1.        | 「ABSOLUTE YELL」            | 真崎エリカ   | 高田暁     | 高田暁                | 4:25  |
| 2.        | 「YES!!」                    | こだまさおり | 高田暁     | 高田暁                | 4:29  |
| 3.        | 「勇気のツバサ」             | 結城アイラ   | 藤末樹     | 増谷賢                | 3:47  |
| 4.        | 「おしえてブルースカイ」     | 畑亜貴       | 藤末樹     | 藤末樹                | 5:19  |
| 5.        | 「ジャスミン」               | 平朋崇       | 奈須野新平 | 奈須野新平 小高光太郎 | 4:57  |
| 6.        | 「裸足のままでもこわくない」 | 畑亜貴       | 原田篤     | 酒井拓也              | 4:45  |
| 7.        | 「ENERGY☆SMILE」             | 真崎エリカ   | 増谷賢     | 増谷賢                | 4:26  |
| 8.        | 「RED SEED」                 | ZAQ          | 成瀬裕介   | 成瀬裕介              | 4:34  |
| 9.        | 「No Surrender」             | こだまさおり | 宮崎京一   | 宮崎京一              | 4:14  |
| 10.       | 「明日の風よ」               | 畑亜貴       | 佐伯高志   | 佐伯高志              | 4:47  |
| 11.       | 「ヒトツニナリタイ」         | 畑亜貴       | 矢吹香那   | 前口渉                | 5:00  |
| 12.       | 「流星タンバリン」           | 畑亜貴       | 中村瑛彦   | 中村瑛彦              | 5:24  |
| 合計時間: | 合計時間:                    | 合計時間:    | 合計時間:  | 合計時間:             | 56:11 |

| #   | タイトル                                                                               | 作詞 | 作曲・編曲 |
| --- | -------------------------------------------------------------------------------------- | ---- | ---------- |
| 1.  | 「ABSOLUTE YELL」(Music Video)                                                         |      |            |
| 2.  | 「YES!!」(〜Anisong World Tour〜 Lantis Festival 2015 in Taipei)                       |      |            |
| 3.  | 「にゃんダフルらぶ」(〜Anisong World Tour〜 Lantis Festival 2015 in Taipei)            |      |            |
| 4.  | 「ENERGY☆SMILE」(〜Anisong World Tour〜 Lantis Festival 2015 in Taipei)                |      |            |
| 5.  | 「YES!!」(大橋彩香 バースデーイベント 〜はっしーバースデー2015〜)                      |      |            |
| 6.  | 「今よ！ファンタジスタドール」(大橋彩香 バースデーイベント 〜はっしーバースデー2015〜) |      |            |
| 7.  | 「月ニ輝ク夜ノ秘話」(大橋彩香 バースデーイベント 〜はっしーバースデー2015〜)           |      |            |
| 8.  | 「にゃんダフルらぶ」(大橋彩香 バースデーイベント 〜はっしーバースデー2015〜)           |      |            |
| 9.  | 「ENERGY☆SMILE」(大橋彩香 バースデーイベント 〜はっしーバースデー2015〜)               |      |            |
| 10. | 「No surrender」(大橋彩香 バースデーイベント 〜はっしーバースデー2015〜)               |      |            |
| 11. | 「おしえてブルースカイ」(大橋彩香 バースデーイベント 〜はっしーバースデー2015〜)       |      |            |
| 12. | 「明日の風よ」(大橋彩香 バースデーイベント 〜はっしーバースデー2015〜)                 |      |            |

| #  | タイトル                                                                    | 作詞 | 作曲・編曲 |
| -- | --------------------------------------------------------------------------- | ---- | ---------- |
| 1. | 「ABSOLUTE YELL」(Music Video)                                              |      |            |
| 2. | 「YES!!」(〜Anisong World Tour〜 Lantis Festival 2015 in Taipei)            |      |            |
| 3. | 「にゃんダフルらぶ」(〜Anisong World Tour〜 Lantis Festival 2015 in Taipei) |      |            |
| 4. | 「ENERGY☆SMILE」(〜Anisong World Tour〜 Lantis Festival 2015 in Taipei)     |      |            |